# Encyocrypta abelardi
Espèce
Encyocrypta abelardi est une espèce d'araignées mygalomorphes de la famille des Barychelidae.

## Distribution
Cette espèce est endémique de Nouvelle-Calédonie. Elle se rencontre sur la montagne des Sources.

## Description
Le mâle holotype mesure 14 mm et la femelle paratype 17 mm

## Étymologie
Cette espèce est nommée en l'honneur de Pierre Abélard.

## Publication originale
- Raven, 1994 : Mygalomorph spiders of the Barychelidae in Australia and the Western Pacific. Memoirs of the Queensland Museum, vol. 35, no 2, p. 291-706 (texte intégral).